# Itaquara
Itaquara é um município da Microrregião de Jequié, no estado da Bahia, no Brasil.

## Topônimo
"Itaquara" é um termo de origem tupi: significa "toca de pedra", através da junção de itá (pedra) e kûara (toca).

## História
No século XIX, dom João VI concedeu uma sesmaria na região ao bandeirante Manoel Souza Santos. Formou-se um povoado chamado "Caldeirão do Diogo", baseado no comércio de gado. Em 1918, foi criado o distrito de Caldeirão, pertencente ao município de Areia. Em 1924, o distrito passou a fazer parte do município de Santa Inês. O município foi criado com território desmembrado do município de Santa Inês, por força da lei estadual de 19 de julho de 1926, com a denominação de Itaquara.

## Geografia

### Território
A hierarquia urbana de Itaquara em 2018, era classificada como Centro Local dentro da Região de Influência de Jaguaquara. Em 2021, Itapé fazia parte da Região Intermediária de Vitória da Conquista e da Região Imediata de Jequié, localizada na Mesorregião Centro Sul Baiano e Microrregião Jequié. 

## Educação
Em 2021, Itaquara contava com 979 matrículas no ensino fundamental e 244 matrículas no ensino médio. No mesmo ano, o município possuía 9 escolas de ensino fundamental e 1 escola de ensino médio.